# Edward Johnson
Edward Johnson of Allegheny Johnson (Chesterfield County, Virginia, 16 april 1816 - Richmond, 2 maart 1873) was een Amerikaans generaal die in de Amerikaanse Burgeroorlog aan de zijde van de Confederatie vocht.

## Vroege jaren
Johnson werd geboren op 16 april 1816 in Chesterfield County, Virginia. Kort daarna verhuisden zijn ouders naar Kentucky. Hij werd toegelaten tot de United States Military Academy in West Point en studeerde af in 1838. Johnson kreeg de rang van gebrevetteerde tweede luitenant in het 6th U.S. Infantry. Nog geen jaar later werd hij bevorderd tot eerste luitenant. Hij diende in de Seminole-oorlogen in Florida en deed dienst in verschillende garnizoensforten in het westen.
Tijdens de Mexicaans-Amerikaanse Oorlog nam Johnson deel aan de veldslagen van  Veracruz, Churubusco, Molino del Rey en Chapultepec. Voor betoonde moed en inzet werd hij bevorderd tot gebrevetteerd kapitein en kort daarop tot gebrevetteerd majoor. Hij kreeg ook een ceremonieel zwaard voor moed uitgereikt door de staat Virginia. Na de oorlog keerde Johnson terug naar de westelijke grens waar hij dienst deed in garnizoensforten in het Dakota Territory, Californië, Kansas en deel nam aan de Utah expeditie.

## Amerikaanse Burgeroorlog
Bij het uitbreken van de Amerikaanse Burgeroorlog nam Johnson ontslag uit United States Army. Hij werd op 2 juli 1861 benoemd tot kolonel van het 12th Georgia Infantry. Zijn regiment nam deel aan de eerste veldtocht van generaal-majoor Robert E. Lee in westelijke Virginia en zag actie tijdens de Slag bij Greenbrier River. Johnson werd bevorderd tot brigadegeneraal op 13 december 1861. Hij kreeg de opdracht om het Alleghenygebergte te verdedigen. Er liep een strategisch belangrijke vanuit Cheat Mountain over het gebergte naar de Shenandoahvallei. Hoewel hij sterke defensieve stellingen had ingenomen, had hij te weinig soldaten om alles te beschermen tegen Noordelijke eenheden. Hij kreeg het bevel om zich terug te trekken naar een betere stelling op de Valley Mountain. Net voordat hij zijn brigade kon verplaatsen, voerden de Noordelijken een verrassingsaanval uit op zijn stellingen. De strijd bleef onbeslist. De strijdmacht van Johnson kreeg de grootse naam Army of the Northwest.

### Jacksons veldtocht in de Shenandoahvallei
Tijdens de winter van 1861-62 werkte Johnsons leger samen met generaal-majoor Stonewall Jackson in wat Jacksons veldtocht in de Shenandoahvallei zou genoemd worden. Terwijl Jackson door de Oostelijke Panhandle van West Virginia trok om de Baltimore and Ohio Railroad aan te vallen, had Johnson de opdracht gekregen om het gebied rond Stauton, Viriginia te beveiligen. Zijn Army of the Northwest bouwde op en rond de Shenandoah Mountain een reeks van borstweringen en versterkingen die ze Fort Edward Johnson noemden. Johnson raakte gewond aan zijn enkel tijdens de Slag bij McDowell. Hij keerde terug naar de hoofdstad Richmond om te herstellen van zijn verwondingen. Hij was een graag geziene gast op feestjes en bals. Hoewel Johnson niet aantrekkelijk genoemd werd door zijn generatiegenoten. Een nogal stug karakter had en nog vrijgezel was op 47-jarige leeftijd, had hij tocht de reputatie om een vrouwengek te zijn. Door een verwonding die hij had opgelopen in Mexico had hij niet altijd de controle over zijn oog waardoor het soms oncontroleerbaar knipperde. De  vrouwen dachten dat dit een versiertruc was waardoor hij veel aandacht kreeg van de dames. Dit werd ook genoteerd in het beroemde dagboek van Mary Chesnutt, een society dame in Richmond.

### Stonewalls divisie
Na de dood van Stonewall Jackson na de Slag bij Chancellorsville werd het Army of Northern Virginia in 1863 gereorganiseerd. Johnson werd gepromoveerd tot generaal-majoor en kreeg het bevel over de "Stonewall Division" in het second Corps onder leiding van luitenant-generaal Richard S. Ewell. 

### Gettysburg
In mei 1863 was Johnson voldoende hersteld van zijn verwondingen om het commando op te nemen van zijn divisie en deel te nemen aan de invasie van Pennsylvania. Hij had nog wel een wandelstok nodig om zich te voet te verplaatsen vandaar zijn bijnaam "Old Clubby". Terwijl de linkervleugel van het Zuidelijke leger onder leiding van Ewell door de Shenandoahvallei oprukte op weg naar Pennsylvania versloeg Johnsons divisie Noordelijke eenheden bij Winchester. Hij versloeg er eenheden onder leiding van generaal-majoor Robert H. Milroy tijdens de Tweede Slag bij Winchester. Milroy was zijn oude tegenstander bij kamp Allegheny geweest. Johnson arriveerde tegen de avond op het slagveld van Gettysburg op 1 juli 1863. Ewell zette Johnsons divisie niet in om Cemetery Hill aan te vallen toen de Noordelijken daar nog geen overwicht hadden en de slag misschien toen al zou beslist geweest zijn. Zijn divisie werd ingezet tegen Culp's Hill op de tweede en derde dag van de veldslag. Hij verloor veel soldaten tijdens de veelvuldige aanvallen op deze goed versterkte Noordelijke linies. In de herfst van  1863 speelde Johnson een belangrijke rol tijdens de Slag bij Mine Run waar hij een gedurfde aanval uitvoerde op een numeriek sterkere vijand.

### De laatste oorlogsjaren
Tijdens de Overlandveldtocht in 1864 vocht Johnson met onderscheiding in de Slag in de Wildernis. Toen luitenant-generaal James Longstreet zwaar gewond raakte, werd Johnson als een mogelijke kandidaat beschouwd om Longstreet te vervangen. Tijdens de Slag bij Spotsylvania Court House op 12 mei 1864 werd Johnson samen met brigadegeneraal George H. Steuart en het merendeel van zijn divisie gevangen genomen. Hij werd opgesloten op Morris Island voor de kust van Charleston. Hij werd vrijgelaten op 3 augustus 1864 na een gevangenenruil. Johnson werd naar het westen gestuurd om het commando van een divisie in het korps van luitenant-generaal Stephen D. Lee van het Army of Tennessee onder leiding van luitenant-generaal John Bell Hood op zich te nemen. Tijdens de daarop volgende Franklin-Nashvilleveldtocht werd Johnson opnieuw gevangen genomen tijdens de Slag bij Nashville op 16 december 1864. Hij werd naar het krijgsgevangenkamp op Johnson's Island gestuurd op het Eriemeer. Tegen het einde van de oorlog werd hij naar het Old Capitol Prison in Washington D.C. gestuurd. Hij werd ervan verdacht medeplichtig te zijn aan de moord op president Lincoln, maar werd nooit officieel beschuldigd. Hij werd vrijgelaten op 22 juli 1865.

## Na de oorlog
Na de oorlog werd Johnson landbouwer op een boerderij in Virginia. Hij was actief in verschillende verenigingen voor veteranen en was een van de eerste initiatiefnemers om een monument op te richten voor Robert E. Lee in Richmond. Hij overleed op 2 maart 1873 en werd begraven op het Hollywood Cemetery.

## Militaire loopbaan
- Cadet (USA): 1 juli 1833[2]
- Brevet Second Lieutenant (USA): 1 juli 1838[3]
- First Lieutenant (USA): 9 oktober 1839[3]
- Brevet Captain (USA): 8 september 1847[3]
- Brevet Major (USA): 13 september 1847[3]
- Captain (USA): 15 april 1861[3]
- Ontslag genomen USA: 10 juni 1861[3]
- Lieutenant Colonel (CSA): 16 maart 1861[2]
- Colonel (CSA): 2 juli 1861[2]
- Brigadier General (CSA): 13 december 1861
- Major General (CSA): 1863

## Decoraties
- Virginia ceremoniële zwaard voor moed